# Équipe du Brésil féminine de handball aux Jeux olympiques d'été de 2016
Cet article relate le parcours de l'Équipe du Brésil féminine de handball aux Jeux olympiques d'été de 2016, organisés dans le pays même. Il s'agit de la 5e participation du Brésil aux Jeux olympiques.
L'équipe termine première de sa poule mais est ensuite éliminée en quart de finale par les Pays-Bas.

## Résultats

### Poule A
|   | Équipe     | Pts | J | G | N | P | Bp  | Bc  | Diff | Dép |
| - | ---------- | --- | - | - | - | - | --- | --- | ---- | --- |
| 1 | Brésil     | 8   | 5 | 4 | 0 | 1 | 138 | 117 | 21   | +3  |
| 2 | Norvège    | 8   | 5 | 4 | 0 | 1 | 141 | 121 | 20   | -3  |
| 3 | Espagne    | 6   | 5 | 3 | 0 | 2 | 125 | 116 | 9    | -   |
| 4 | Angola     | 4   | 5 | 2 | 0 | 3 | 116 | 128 | -12  | +4  |
| 5 | Roumanie   | 4   | 5 | 2 | 0 | 3 | 108 | 119 | -11  | -4  |
| 6 | Monténégro | 0   | 5 | 0 | 0 | 5 | 107 | 134 | -27  | -   |

|  | Qualifié pour les quarts de finale                                                                                     |
|  | Éliminé |
|  | Pts points ; J joués ; G victoires ; N nuls ; P défaites BP buts marqués ; BC buts encaissés ; Diff différence de buts |

Remarque : toutes les heures sont locales (UTC−3). En Europe (UTC+2), il faut donc ajouter 5 heures.
| 6 août 2016 9 h 30 | Norvège | 28 - 31   | Brésil       | Future Arena, Rio de Janeiro Affluence : 7 780 Arbitrage : Horáček, Novotný |
| 6 août 2016 9 h 30 | Mørk 12 | (16 - 17) | Rodrigues 12 | Future Arena, Rio de Janeiro Affluence : 7 780 Arbitrage : Horáček, Novotný |
| 6 août 2016 9 h 30 | ×2      | Rapport   | ×2 ×8 ×1     | Future Arena, Rio de Janeiro Affluence : 7 780 Arbitrage : Horáček, Novotný |

| 8 août 2016 16 h 40 | Brésil      | 26 - 13  | Roumanie | Future Arena, Rio de Janeiro Affluence : 7 858 Arbitrage : Charlotte et Julie Bonaventura |
| 8 août 2016 16 h 40 | Rodrigues 8 | (14 - 9) | Neagu 6  | Future Arena, Rio de Janeiro Affluence : 7 858 Arbitrage : Charlotte et Julie Bonaventura |
| 8 août 2016 16 h 40 | ×2 ×1       | Rapport  | ×2 ×4    | Future Arena, Rio de Janeiro Affluence : 7 858 Arbitrage : Charlotte et Julie Bonaventura |

| 10 août 2016 9 h 30 | Brésil            | 24 - 29   | Espagne | Future Arena, Rio de Janeiro Affluence : 8 495 Arbitrage : Koo, Lee |
| 10 août 2016 9 h 30 | Franca da Silva 7 | (12 - 15) | Pena 8  | Future Arena, Rio de Janeiro Affluence : 8 495 Arbitrage : Koo, Lee |
| 10 août 2016 9 h 30 | ×3 ×5             | Rapport   | ×4 ×8   | Future Arena, Rio de Janeiro Affluence : 8 495 Arbitrage : Koo, Lee |

| 12 août 2016 9 h 30 | Angola     | 24 - 28   | Brésil      | Future Arena, Rio de Janeiro Affluence : 8 473 Arbitrage : Røen, Arntsen |
| 12 août 2016 9 h 30 | Bernardo 8 | (13 - 13) | Rodrigues 7 | Future Arena, Rio de Janeiro Affluence : 8 473 Arbitrage : Røen, Arntsen |
| 12 août 2016 9 h 30 | ×2 ×5      | Rapport   | ×4          | Future Arena, Rio de Janeiro Affluence : 8 473 Arbitrage : Røen, Arntsen |

| 14 août 2016 9 h 30 | Monténégro  | 23 - 29   | Brésil      | Future Arena, Rio de Janeiro Affluence : 8 708 Arbitrage : Mousaviyan, Kolahdouzan |
| 14 août 2016 9 h 30 | Pavićević 6 | (10 - 12) | Rodrigues 6 | Future Arena, Rio de Janeiro Affluence : 8 708 Arbitrage : Mousaviyan, Kolahdouzan |
| 14 août 2016 9 h 30 | ×4 ×5       | Rapport   | ×3          | Future Arena, Rio de Janeiro Affluence : 8 708 Arbitrage : Mousaviyan, Kolahdouzan |

### Quarts de finale
| 16 août 2016 10 h 00 | Brésil     | 23 - 32   | Pays-Bas | Future Arena, Rio de Janeiro Affluence : 8 878 Arbitrage : Røen, Arntsen |
| 16 août 2016 10 h 00 | da Silva 7 | (11 - 12) | Polman 7 | Future Arena, Rio de Janeiro Affluence : 8 878 Arbitrage : Røen, Arntsen |
| 16 août 2016 10 h 00 | ×4 ×6      | Rapport   | ×3 ×2    | Future Arena, Rio de Janeiro Affluence : 8 878 Arbitrage : Røen, Arntsen |